# El último adiós (The Last Goodbye)
„El último adiós (The Last Goodbye)” to piosenka latin-popowa stworzona przez Emilio Estefana Jr. i Giana Marco na minialbum pod tym samym tytułem. Wyprodukowany przez Marco, utwór wydany został jako pierwszy i finalny zarazem singel promujący krążek dnia 20 września 2001 roku. Wykonawcami utworu jest plejada artystów muzycznych, między innymi Ricky Martin, Christina Aguilera, Shakira, Marc Anthony i Gloria Estefan.

## Informacje o utworze
Utwór „El último adiós”, jak i EP, z którego pochodzi, nagrano ku pamięci zamachu terrorystycznego z 11 września 2001 w The Hit Factory w Miami. W projekcie udział wzięło blisko sześćdziesięciu artystów muzycznych. Niezwykle szybka realizacja nagrania na celu miała zgromadzenie funduszy na rzecz rodzin osób zmarłych w tragedii − singel pełnił funkcję charytatywnego. Utwór wydano na singlu CD oraz na specjalnym albumie EP, wraz z trzema innymi kompozycjami; obie publikacje dystrybuowano na całym świecie.
Piosenka skomponowana została głównie w konwencji latynoskiego popu, jednak gromadzi w sobie także domieszki innych stylów muzycznych.

### Wykonawcy
Alfabetyczny spis wykonawców utworu:
| - Christina Aguilera - Marc Anthony - Ana Bárbara - Miguel Bosé - Chayanne - Elvis Crespo - Celia Cruz - Beto Cuevas z zespołem La Ley - Emmanuel - Gloria Estefan | - Alejandro Fernández - Luis Fonsi - Ana Gabriel - Giselle - Juan Luis Guerra - Jorge Hernández z zespołem Los Tigres del Norte - José José - Limi z zespołem T XX - Melina León - Jennifer Lopez | - Gian Marco - Ricky Martin - Lucía Méndez - Ricardo Montaner - Carlos Ponce - Ramiro - José Luis Rodríguez - Paulina Rubio - Gilberto Santa Rosa - Alejandro Sanz - Jon Secada | - Shakira - Marco Antonio Solís - Olga Tañón - Thalía - Todos Unidos - Jaci Velasquez - Alicia Villareal z zespołem Grupo Limite - Carlos Vives - Wilkins - Yuri |

## Wykonania koncertowe
Piosenka zaprezentowana na żywo została wyłącznie raz, podczas koncertu autora, Giana Marco. Wówczas wykonał on wersję akustyczną utworu. Występ poprzedził słowami:

Ta piosenka... urodziła się z gitarą. I na gitarze zagram ją wam.

## Teledysk
Premiera teledysku do utworu nastąpiła we wrześniu 2001 roku. Reżyser klipu pozostaje nieznany.

## Nagrody i wyróżnienia
| Rok  | Ceremonia   | Nagroda          | Rezultat  |
| ---- | ----------- | ---------------- | --------- |
| 2002 | ALMA Awards | wybitny teledysk | Nominacja |

## Listy utworów i formaty singla
Singel promocyjny
- „El último adiós” (Varios Artistas Version) − 3:58

El último adiós (The Last Goodbye) EP
- „El último adiós” (Varios Artistas Version) − 3:57
- „The Last Goodbye” (Jon Secada Version) − 3:59
- „El último adiós” (Arturo Sandoval Instrumental Version) − 3:59
- „El último adiós” (Gian Marco Version) − 3:59

## Pozycje na listach przebojów
| \| Kraj \| Notowanie (2001) \| Wydawca \| Najwyższa pozycja \| \| ----------------- \| ------------------- \| --------- \| ----------------- \| \| Stany Zjednoczone \| Billboard 200 \| Billboard \| 197 \| \| Stany Zjednoczone \| Latin Pop Albums \| Billboard \| 2 \| \| Stany Zjednoczone \| Top Latin Albums[4] \| Billboard \| 3 \| | —                |           |                   |
| Kraj | Notowanie (2001) | Wydawca   | Najwyższa pozycja |
| Stany Zjednoczone | Billboard 200    | Billboard | 197               |
| Stany Zjednoczone | Latin Pop Albums | Billboard | 2                 |
| Stany Zjednoczone | Top Latin Albums | Billboard | 3                 |